# Ḟ
Ḟ (lub mała litera ḟ) – litera rozszerzonego alfabetu łacińskiego. Litera składa się z litery F, oraz kropki nad nią. Wchodzi w skład alfabetu irlandzkiego.
Litera nie jest już dzisiaj używana, ale była używana w przeszłości. W starej ortografii języka irlandzkiego Ḟ oznaczało zmiękczane F. We współczesnej ortografii używany jest do tego dwuznak fh.

## Kodowanie
| Znak                   | Ḟ                                     | Ḟ                                     | ḟ                                   | ḟ                                   |
| ---------------------- | ------------------------------------- | ------------------------------------- | ----------------------------------- | ----------------------------------- |
| Nazwa w Unikodzie      | Latin Capital Letter F with Dot Above | Latin Capital Letter F with Dot Above | Latin Small Letter F with Dot Above | Latin Small Letter F with Dot Above |
| Kodowanie              | dziesiątkowo                          | szesnastkowo                          | dziesiątkowo                        | szesnastkowo                        |
| Unicode                | 7710                                  | U+1E1E                                | 7711                                | U+1E1F                              |
| UTF-8                  | 225 184 158                           | e1 b8 9e                              | 225 184 159                         | e1 b8 9f                            |
| Odwołania znakowe SGML | &#7710;                               | &#x1E1E;                              | &#7711;                             | &#x1E1F;                            |